# Alojz Mavrič
Alojz Mavrič, slovenski posestnik in javni delavec, * 27. junij 1874, Fojana, Avstro-Ogrska, † 4. februar 1954, Fojana, Jugoslavija.

## Življenje in delo
Rodil se je v družini malih svobodnih kmetov in gostilničarjev Jožefa Mavriča in Rezike Zaman. 
Šolo je obiskoval pri goriških kapucinih. Bil je vzoren dijak, ker pa se ni odločil za duhovnika je moral maturo in nadaljevanje študija opustiti. Vrnil se je v Fojano, kjer se je zaposlil kot občinski uradnik. Med 1. svetovno vojno je služil v Avstro-ogrski vojski. Bil je vojak v Devinu, Ronkah in Štivanu, ranjen na Krnu, ujet v Kostanjevici in poslan v italijansko taborišče za vojne ujetnike v Avezzano (pokrajina L'Aquila). Po vojni se je vrnil v Fojano, dokupil zemljo in povečal vinograd. 9. aprila 1922 je bil med soustanovitelji društva kolonov in malih posestnikov v Fojani ter izvoljen za prvega predsednika društva. V letih 1929−1950 je bil predsednik Fojanske zadruge, ki je bila zelo pomembna za Fojane, ki so bili v glavnem koloni. Fojani so s pomočjo zadruge odkupovali zemljo grofa de Baguerja, ki je bil v Dobrovem tudi lastnik gradu. De Baguer je želel po končani vojni zemljo prodati nekemu italijanskemu grofu iz Milana. Grozila je nevarnost za obstoj slovenskih družin, saj naj bi novi lastnik tu naselil italijanske kolone. Razmišljali so, da bi vsak odkupil svojo kolonsko kmetijo. Pri urejanju pravnih zadev je vse do smrti veliko pomagal Henrik Tuma. Kljub oviram, revščini, neredni vojni odškodnini, slabim letinam in vsesplošni krizi je kmetom s pomočjo zadruge uspelo urediti nova lastništva in tako Fojano rešiti pred nasilnim italijanskim potujčevanjem.